# Districte de Clamecy
El districte de Clamency és un dels quatre districtes del departament de la Nièvre, a la regió de Borgonya-Franc Comtat. Té 6 cantons (Brinon-sur-Beuvron, Clamecy, Corbigny, Lormes, Tannay i Varzy) i 84 municipis, el cap del districte és la sotsprefectura de Clamecy.
A 1 de gener del 2024, comprenia els 84 municipis següents:
1. Amazy
2. Anthien
3. Armes
4. Asnan
5. Asnois
6. Authiou
7. Beaulieu
8. Beuvron
9. Billy-sur-Oisy
10. Breugnon
11. Brèves
12. Brinon-sur-Beuvron
13. Bussy-la-Pesle
14. Cervon
15. Challement
16. Champallement
17. Champlin
18. La Chapelle-Saint-André
19. Chaumot
20. Chazeuil
21. Chevannes-Changy
22. Chevroches
23. Chitry-les-Mines
24. Clamecy
25. La Collancelle
26. Corbigny
27. Corvol-d'Embernard
28. Corvol-l'Orgueilleux
29. Courcelles
30. Cuncy-lès-Varzy
31. Dirol
32. Dornecy
33. Entrains-sur-Nohain
34. Epiry
35. Flez-Cuzy
36. Gâcogne
37. Germenay
38. Grenois
39. Guipy
40. Héry
41. Lys
42. Magny-Lormes
43. La Maison-Dieu
44. Marcy
45. Marigny-sur-Yonne
46. Menou
47. Metz-le-Comte
48. Mhère
49. Moissy-Moulinot
50. Monceaux-le-Comte
51. Montreuillon
52. Moraches
53. Mouron-sur-Yonne
54. Neuffontaines
55. Neuilly
56. Nuars
57. Oisy
58. Ouagne
59. Oudan
60. Parigny-la-Rose
61. Pazy
62. Pouques-Lormes
63. Pousseaux
64. Rix
65. Ruages
66. Saint-Aubin-des-Chaumes
67. Saint-Didier
68. Saint-Germain-des-Bois
69. Saint-Pierre-du-Mont
70. Saint-Révérien
71. Saizy
72. Sardy-lès-Épiry
73. Surgy
74. Taconnay
75. Talon
76. Tannay
77. Teigny
78. Trucy-l'Orgueilleux
79. Varzy
80. Vauclaix
81. Vignol
82. Villiers-le-Sec
83. Villiers-sur-Yonne
84. Vitry-Laché